# Mandideep
Mandideep är en ort i Indien.   Den ligger i distriktet Raisen och delstaten Madhya Pradesh, i den centrala delen av landet, 600 km söder om huvudstaden New Delhi. Mandideep ligger 443 meter över havet och antalet invånare är 39 898.
Terrängen runt Mandideep är platt. Runt Mandideep är det ganska tätbefolkat, med 124 invånare per kvadratkilometer. Det finns inga andra samhällen i närheten. Trakten runt Mandideep består till största delen av jordbruksmark.